# Howden
Howden es un municipio situado en Yorkshire del Este, Inglaterra (Reino Unido). Según el censo de 2021, tiene una población de 4600 habitantes.
Está ubicado al este de la región de Yorkshire y Humber, cerca de la costa del mar del Norte, del estuario del Humber y de las ciudades de Kingston upon Hull y Beverley.